# Overberg (Woensdrecht)
Overberg is een buurtschap in de gemeente Woensdrecht in de Nederlandse provincie Noord-Brabant. Het ligt in het noordoosten van de gemeente, een kilometer ten noorden van Huijbergen.
Dorpen en gehuchten: Calfven · Hoogerheide · Huijbergen · Ossendrecht · Putte · Woensdrecht

Buurtschappen: Aanwas · Eiland · Hageland · Hondseind · Korteven · Leemberg · 't Marktje · Oude Stee · Overberg · Plaatsluis · Schoelieberg · Zandfort

Noord-Brabant: Steden en dorpen      Nederland: Provincies · Gemeenten